# Championnat d'Irlande de football 1930-1931
Navigation
Édition précédente Édition suivante
Le Championnat d'Irlande de football en 1930-1931. Le championnat est remporté par Shelbourne FC. C'est le troisième titre du club depuis les débuts du Championnat d'Irlande. Il rejoint ainsi au palmarès ses rivaux Shamrock Rovers et Bohémians de Dublin.
Le championnat passe à 12 clubs avec l’arrivée de Cork, Waterford et Dolphin. 

## Les 12 clubs participants
- Bohemian Football Club
- Bray Unknowns Football Club
- Brideville FC
- Cork
- Dolphin Football Club
- Drumcondra Football Club
- Dundalk Football Club
- Jacob’s
- Saint James's Gate Football Club
- Shamrock Rovers Football Club
- Shelbourne Football Club
- Waterford United Football Club

## Classement
| Place | Club                  | Points | Victoires | Nuls | Défaites | Buts pour | Buts contre | Différence |
| ----- | --------------------- | ------ | --------- | ---- | -------- | --------- | ----------- | ---------- |
| 1er   | Shelbourne FC         | 31     | 13        | 5    | 4        | 52        | 22          | +30        |
| 2e    | Dundalk FC            | 28     | 11        | 6    | 5        | 64        | 43          | +21        |
| 3e    | Bohemians FC          | 27     | 10        | 7    | 5        | 45        | 32          | +13        |
| 4e    | Cork                  | 27     | 12        | 3    | 7        | 55        | 45          | +10        |
| 5e    | Dolphin FC            | 26     | 11        | 4    | 7        | 51        | 43          | -8         |
| 6e    | Brideville            | 26     | 10        | 6    | 6        | 49        | 44          | +5         |
| 7e    | Shamrock Rovers       | 23     | 9         | 5    | 8        | 54        | 49          | +6         |
| 8e    | Bray Unknowns         | 20     | 8         | 4    | 10       | 41        | 45          | -4         |
| 9e    | Waterford United      | 19     | 8         | 3    | 11       | 43        | 52          | -9         |
| 10e   | Saint James's Gate FC | 18     | 7         | 4    | 11       | 36        | 48          | -12        |
| 11e   | Drumcondra FC         | 15     | 5         | 5    | 12       | 33        | 49          | -16        |
| 12e   | Jacob’s               | 4      | 1         | 2    | 19       | 21        | 72          | -51        |

## Source
- (en) Alex Graham, Football in the Republic of Ireland : a Statistical Record 1921–2005, Soccer Books Ltd, novembre 2005, 142 p. (ISBN 978-1862231351).